# Damostràtia
Damostràtia (Damostratia, Δαμοστρατία) fou una cortesana de l'emperador Còmmode que posteriorment va esdevenir l'esposa de Cleandre, el favorit de l'emperador. És esmentada per Dió Cassi.